# Saint-Andéol-de-Clerguemort
Saint-Andéol-de-Clerguemort (okzitanisch: Sent Andiòu del Clèrguemòrt) ist eine Ortschaft und eine Commune déléguée in der südfranzösischen Gemeinde Ventalon en Cévennes mit 91 Einwohnern (Stand: 1. Januar 2022) im Département Lozère in der Region Okzitanien.

## Lage
Die ehemalige Berggemeinde Saint-Andéol-de-Clerguemort liegt in ca. 500 bis 650 m Höhe ü. d. M. Die Kleinstadt Florac befindet sich etwa 42 km (Fahrtstrecke) westlich. Das Gebiet gehört zum Nationalparks Cevennen.

## Bevölkerungsentwicklung
| Jahr      | 1800 | 1851 | 1901 | 1954 | 1999 | 2013 |
| --------- | ---- | ---- | ---- | ---- | ---- | ---- |
| Einwohner | 323  | 373  | 296  | 68   | 73   | 98   |

Der Bevölkerungsrückgang im 20. Jahrhundert ist im Wesentlichen auf die abgelegene Lage des Ortes und den Verlust an Arbeitsplätzen infolge der Mechanisierung der Landwirtschaft zurückzuführen.

## Wirtschaft
Die Bewohner von Saint-Andéol-de-Clerguemort lebten jahrhundertelang als Selbstversorger von der Landwirtschaft: In den Tallagen wurde in geringem Umfang Getreide angebaut, wohingegen die höhergelegenen Regionen als Viehweiden dienten. Hier wurde bereits seit langem auch Schafskäse (Pélardon) produziert, aber auch Esskastanien und Walnüsse dienten der Ernährung. Im 20. Jahrhundert wurden die ehemaligen Wege zu Straßen ausgebaut, was die Abwanderung der Bevölkerung verstärkte. Heute lebt man immer noch von ein wenig Ackerbau und Viehzucht, doch spielt seit den 1970er und 1980er Jahren der Tourismus und hier insbesondere die Vermietung von Ferienwohnungen (gîtes) eine bedeutende Rolle im Wirtschaftsleben.

## Geschichte
Die Gegend wurde wahrscheinlich bereits in der Jungsteinzeit von Jägern und Sammlern durchstreift und vielleicht auch schon von Hirten besucht.
Im 13. Jahrhundert erhielt der Ort von Benediktinermönchen den Namen Saint-Andéol; die Ergänzung Clergemort bezieht sich angeblich auf den Mord an einem Geistlichen. In der Zeit der Herrschaft Ludwigs XIV. (um 1700) war der Ort Ziel von drastischen Strafmaßnahmen (Dragonaden) gegen die Hugenotten.
Mit Wirkung vom 1. Januar 2016 wurde Saint-Andéol mit der Nachbargemeinde Saint-Frézal-de-Ventalon zu einer Commune nouvelle unter dem Namen Ventalon en Cévennes zusammengelegt.

## Sehenswürdigkeiten
- Die katholische Pfarrkirche aus dem 15. Jahrhundert und das – ausnahmsweise runde – protestantische Gotteshaus (temple) aus dem Jahr 1837 stehen in verschiedenen Weilern.
- Die waldreiche Umgebung eignet sich zum Wandern.